# Juncus nodatus
Juncus nodatus är en tågväxtart som beskrevs av Frederick Vernon Coville. Juncus nodatus ingår i släktet tåg, och familjen tågväxter. Inga underarter finns listade i Catalogue of Life.